# Matorische Sprache
Die matorische Sprache ist eine der samojedischen Sprachen. Diese bilden gemeinsam mit den finno-ugrischen Sprachen die uralische Sprachfamilie.
Matorisch wurde in der nördlichen Region des Sajangebirges in Sibirien nahe der mongolischen Grenze gesprochen. Die Sprecher lebten in dem großen Gebiet der Region Minussinsk entlang des Jenissei bis zum Baikalsee.
Kenntnis über die Sprache stammt von russischen und deutschen Philologen, die die Region im 18. und 19. Jahrhundert bereist haben. Matorisch gehört wie Selkupisch und das ausgestorbene (Alt-)Kamassisch zur Gruppe der südsamojedischen Sprachen. Als Dialekte des Matorischen werden Taiga und Karagass genannt, die von einigen Wissenschaftlern auch als eigene Sprachen angesehen werden. Die Sprache hatte starke Berührungen mit den Turksprachen der Region sowie in geringerem Umfang mit mongolischen Sprachen.
Matorisch ist in den 1840er Jahren ausgestorben. Die Sprecher sind vor allem in den Altaisprachen aufgegangen, besonders im Chakassischen und Tuwinischen.